# بيتر بيري (لاعب كرة قدم)
بيتر بيري (بالإنجليزية: Peter Berry)‏ (20 سبتمبر 1933 بألدرشوت في المملكة المتحدة - 8 أكتوبر 2016) هو لاعب كرة قدم بريطاني في مركز الهجوم. لعب مع إيبسويتش تاون وكريستال بالاس.